# Francis Cabrel

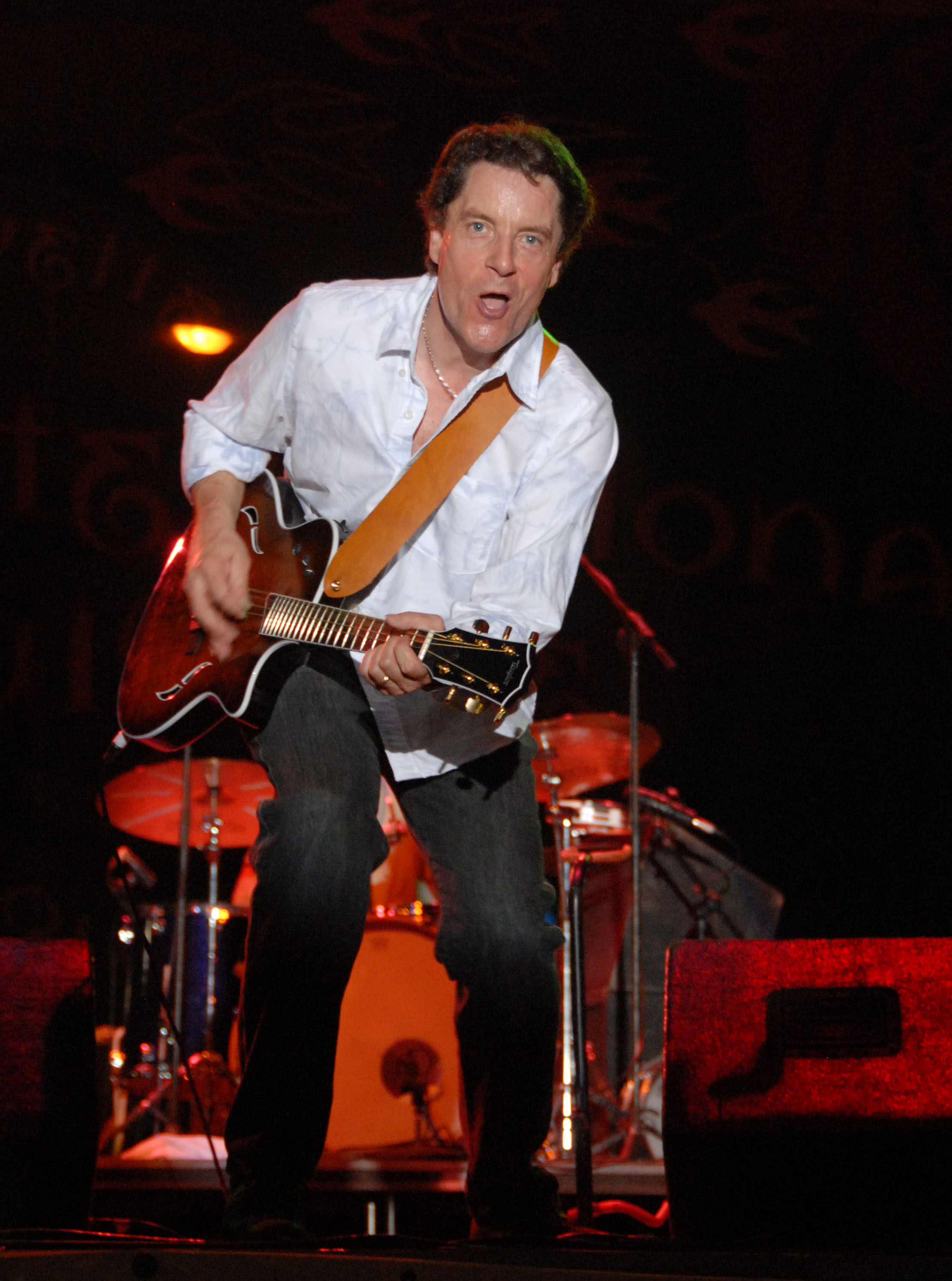
Francis Cabrel

Francis Cabrel (Astaffort, 23 de novembro de 1953) é um cantor e compositor francês.

## Discografia
| - 1977 : Les Murs de poussière - 1979 : Les Chemins de traverse - 1980 : Fragile - 1981 : Carte postale - 1983 : Quelqu'un de l'intérieur - 1985 : Photos de voyages - 1989 : Sarbacane - 1994 : Samedi soir sur la Terre - 1998 : Algo más de amor - 1999 : Hors-saison - 2004 : Les Beaux Dégâts - 2008 : Des roses et des orties - 2012 : Vise le ciel - 2015 : In extremis - 2020 : À l'aube revenant - 1984 : Cabrel public - 1991 : D'une Ombre à l'autre - 2000 : Double Tour - 2005 : La Tournée des Bodegas | - 1987 : Cabrel 77-87 - 2007 : L'essentiel 1977-2007 |